# Xanthoparmelia bartlettii
Xanthoparmelia bartlettii är en lavart som beskrevs av Kurok. Xanthoparmelia bartlettii ingår i släktet Xanthoparmelia och familjen Parmeliaceae.   Inga underarter finns listade i Catalogue of Life.